# Associação Desportiva Itaboraí
El Associação Desportiva Itaboraí es un equipo de fútbol de Brasil que juega en el Campeonato Carioca, la primera división del estado de Río de Janeiro.

## Historia
Fue fundado el 30 de junio de 1976 en la ciudad de Itaboraí en el estado de Río de Janeiro, participando en su primera competición en 1977 en el Campeonato Estatal Fluminense.
Un año después participa en la segunda división del Campeonato Carioca, en la primera edición del campeonato creado luego de la fusión de los estados de Guanabara y Río de Janeiro.
En 1995 se convierte en un equipo profesional, y fue hasta 2015 que consigue el ascenso a la segunda división del Campeonato Carioca nuevamente, y un año más tarde participa por primera vez en la Copa Rio, en la que avanzó hasta las semifinales.
En 2018 llega a la final de la Copa Rio en donde la pierde ante el Americano FC, aunque como premio de consolación obtuvo la clasificación para el Campeonato Brasileño de Serie D, lo que será su primera aparición en un torneo de categoría nacional.
En 2019 en el Campeonato Brasileño de Serie D fue eliminado en la primera ronda al finalizar en tercer lugar de su grupo para terminar en el lugar 52 entre 68 equipos.

## Palmarés
- Carioca Serie C: 1

2015

## Entrenadores

### Entrenadores destacados
- Valdir Bigode (2011)[3]